# Liste Swadesh de l'occitan
Liste Swadesh de 207 mots en français et en occitan.

## Présentation
Développée par le linguiste Morris Swadesh comme outil d'étude de l'évolution des langues, elle correspond à un vocabulaire de base censé se retrouver dans toutes les langues. Il en existe diverses versions, notamment :
- une version complète de 207 mots, dont certains ne se retrouvent pas dans tous les environnements (elle contient par exemple serpent et neige),
- une version réduite de 100 mots.

Il ne faut pas considérer cette liste de mots comme un lexique élémentaire permettant de communiquer avec les locuteurs de la langue considérée. Son seul but est de fournir une ouverture sur la langue, en en présentant des bases lexicales et si possible phonétiques.
L'occitan ne connaît pas de standard / les mots de cette liste ne sont pas forcément communs à tous les locuteurs occitans.

## Liste
| No  | français                  | occitan                                                                                          |
| 1   | je                        | ieu, iu, jo                                                                                      |
| 2   | tu, vous (formel)         | tu                                                                                               |
| 3   | il                        | el, eu, eth, iau                                                                                 |
| 4   | nous                      | nosautres, nos, nautres, nosau(t)s, nosautes, nosatis, nosautres, natres                         |
| 5   | vous (pluriel)            | vosautres, vautres, vosau(t)s, vosautes, vosatis, vosautres, vatres                              |
| 6   | ils                       | eles, eths, elis, ilhs, elei                                                                     |
| 7   | ceci, celui-ci            | aiçò, aquò                                                                                       |
| 8   | cela, celui-là            | aquò, ailò, aquerò                                                                               |
| 9   | ici                       | aicí, aquí                                                                                       |
| 10  | là                        | aquí, alai                                                                                       |
| 11  | qui                       | qual, quau, cu                                                                                   |
| 12  | quoi                      | qué, que                                                                                         |
| 13  | où                        | ont, onte, ente                                                                                  |
| 14  | quand                     | quand, quan                                                                                      |
| 15  | comment                   | cossí, coma, quin, com                                                                           |
| 16  | ne ... pas                | pas                                                                                              |
| 17  | tout                      | tot (tota)                                                                                       |
| 18  | beaucoup                  | fòrça, hèra, bèucòp, fòrt, regde, frem, hòrt                                                     |
| 19  | quelques                  | qualques, quauques                                                                               |
| 20  | peu                       | pauc, chic                                                                                       |
| 21  | autre                     | autre, aute, aut (autra, aura)                                                                   |
| 22  | un                        | un                                                                                               |
| 23  | deux                      | dos, dus (doas, duas)                                                                            |
| 24  | trois                     | tres                                                                                             |
| 25  | quatre                    | quatre, quate                                                                                    |
| 26  | cinq                      | cinc                                                                                             |
| 27  | grand                     | grand, bèl, bèu, bèth, bèlh                                                                      |
| 28  | long                      | long, lòng                                                                                       |
| 29  | large                     | larg, large                                                                                      |
| 30  | épais                     | espés                                                                                            |
| 31  | lourd                     | pesuc, lord                                                                                      |
| 32  | petit                     | pichon, pichòt, petit, chicòi                                                                    |
| 33  | court                     | cort, brac                                                                                       |
| 34  | étroit                    | estrech, estreit, estret                                                                         |
| 35  | mince                     | prim                                                                                             |
| 36  | femme                     | femna, frema, hemna, fimèla                                                                      |
| 37  | homme (mâle adulte)       | òme, òmi                                                                                         |
| 38  | homme (être humain)       | òme, òmi (èsser uman)                                                                            |
| 39  | enfant                    | enfant, mainat (mainada), mainatge, dròlle (dròlla)                                              |
| 40  | femme (épouse)            | femna, molher, frema, hemna, fimèla                                                              |
| 41  | mari                      | òme, marit, òmi                                                                                  |
| 42  | mère                      | maire, mair                                                                                      |
| 43  | père                      | paire, pair                                                                                      |
| 44  | animal                    | animal, bèstia, animau                                                                           |
| 45  | poisson                   | peis, peish, peisson                                                                             |
| 46  | oiseau                    | aucèl, audèth, ausèth, aucèu, auseu                                                              |
| 47  | chien                     | can, gos, chen, chin                                                                             |
| 48  | pou                       | pesolh, pedolh, pevolh, polh, pedulh                                                             |
| 49  | serpent                   | sèrp                                                                                             |
| 50  | ver                       | vèrm, vèrme, vèrmi                                                                               |
| 51  | arbre                     | arbre, aubre, aure, arbe, arbo                                                                   |
| 52  | forêt                     | bòsc, selva, seuva, bòi                                                                          |
| 53  | bâton                     | baston, bròc                                                                                     |
| 54  | fruit                     | fruch, frut, fruit                                                                               |
| 55  | graine                    | grana                                                                                            |
| 56  | feuille (d'un végétal)    | fuèlha, fuòlha, huelha, hulha, helha/hèlha                                                       |
| 57  | racine                    | rasic, arradic, raiç, radic, arraditz, arrigada, rigada                                          |
| 58  | écorce                    | rusca                                                                                            |
| 59  | fleur                     | flor                                                                                             |
| 60  | herbe                     | èrba                                                                                             |
| 61  | corde                     | còrda                                                                                            |
| 62  | peau                      | pèl, pèu                                                                                         |
| 63  | viande                    | carn                                                                                             |
| 64  | sang                      | sang                                                                                             |
| 65  | os                        | òs, òsse                                                                                         |
| 66  | graisse                   | grais, graissa, grèish, grèisha                                                                  |
| 67  | œuf                       | uòu, uou, ueu                                                                                    |
| 68  | corne                     | bana, còrna                                                                                      |
| 69  | queue (d'un animal)       | coa, coda, coga                                                                                  |
| 70  | plume (d'un oiseau)       | pluma                                                                                            |
| 71  | cheveux                   | pel, peu, cabelh, piau                                                                           |
| 72  | tête                      | cap, tèsta                                                                                       |
| 73  | oreille                   | aurelha, orelha                                                                                  |
| 74  | œil                       | uelh, uòlh, ulh, uèlh                                                                            |
| 75  | nez                       | nas                                                                                              |
| 76  | bouche                    | boca                                                                                             |
| 77  | dent                      | dent                                                                                             |
| 78  | langue (organe)           | lenga                                                                                            |
| 79  | ongle                     | ongla, ungla, uncla                                                                              |
| 80  | pied                      | pè                                                                                               |
| 81  | jambe                     | camba, cama, garra                                                                               |
| 82  | genou                     | genolh, ginolh, genulh, joelh, jolh                                                              |
| 83  | main                      | man                                                                                              |
| 84  | aile                      | ala                                                                                              |
| 85  | ventre                    | ventre, vente                                                                                    |
| 86  | entrailles, intestins     | bolnada, bolzada, levada, ventralha, budèus, budèths                                             |
| 87  | cou                       | còl, còle, còu, còth                                                                             |
| 88  | dos                       | esquina, esquia, esquena                                                                         |
| 89  | poitrine                  | pitre, peitrina, peitrau                                                                         |
| 90  | cœur (organe)             | còr                                                                                              |
| 91  | foie                      | fetge, hitge, hetge                                                                              |
| 92  | boire                     | beure, béver                                                                                     |
| 93  | manger                    | manjar, minjar                                                                                   |
| 94  | mordre                    | mossegar, mòrdre, mòrder, nhacar                                                                 |
| 95  | sucer                     | chucar, suçar                                                                                    |
| 96  | cracher                   | escopir, escupir, escopitar                                                                      |
| 97  | vomir                     | racar, vomir, bomir, rénder, regantar                                                            |
| 98  | souffler                  | bufar, bofar, bohar                                                                              |
| 99  | respirer                  | respirar, alenar, alentar                                                                        |
| 100 | rire                      | rire, ríser, ríder, arríser, arríder                                                             |
| 101 | voir                      | véser, veire, véder                                                                              |
| 102 | entendre                  | ausir, auvir, entendre, audir, enténer, enténder                                                 |
| 103 | savoir                    | saber, saupre                                                                                    |
| 104 | penser                    | pensar                                                                                           |
| 105 | sentir (odorat)           | sentir                                                                                           |
| 106 | craindre                  | crénher, crànher, crànger                                                                        |
| 107 | dormir                    | dormir, durmir, drumir, drómer                                                                   |
| 108 | vivre                     | viure, víver                                                                                     |
| 109 | mourir                    | morir                                                                                            |
| 110 | tuer                      | tuar, aucir, matar                                                                               |
| 111 | se battre                 | se batre, bate's, bàter-se, se bàter, se patacar                                                 |
| 112 | chasser (le gibier)       | caçar, chaçat                                                                                    |
| 113 | frapper                   | tustar, picar, trucar                                                                            |
| 114 | couper                    | talhar, copar, picar                                                                             |
| 115 | fendre                    | asclar, fendre, héner, hénder                                                                    |
| 116 | poignarder                | escotelar, emponhalar                                                                            |
| 117 | gratter                   | rasclar, gratar, carrasclar                                                                      |
| 118 | creuser                   | curar, cavar, crusar, crosar, craunar                                                            |
| 119 | nager                     | nadar, najar                                                                                     |
| 120 | voler (dans l'air)        | volar                                                                                            |
| 121 | marcher                   | caminar, chaminar, marchar                                                                       |
| 122 | venir                     | venir, véner, víer, víner, viéner, vénguer                                                       |
| 123 | s'étendre, être étendu    | se jaire, jaire, s'estendre, èstre estendut, s'esténer, s'ajàser, s'ajacar, s'ajaçar, s'esténder |
| 124 | s'asseoir, être assis     | s'assetar, èsser siegut, èstre assetat, s'asséder, s'asseitar, se seitar, se sheitar, s'asheitar |
| 125 | se lever, se tenir debout | se levar, se lhevar, lhevar-se, lhevà's                                                          |
| 126 | tourner (intransitif)     | virar                                                                                            |
| 127 | tomber                    | tombar, caire, càser, càder, càger                                                               |
| 128 | donner                    | donar, balhar, dar                                                                               |
| 129 | tenir                     | téner, tenir, tiéner, ténguer, tier                                                              |
| 130 | serrer, presser           | esquichar, quichar, cachar                                                                       |
| 131 | frotter                   | fregar, fretar, hrochar, frutar                                                                  |
| 132 | laver                     | lavar                                                                                            |
| 133 | essuyer                   | eissugar, eishugar, boishar                                                                      |
| 134 | tirer                     | traire, tirar                                                                                    |
| 135 | pousser                   | butar, butir, empénher, possar                                                                   |
| 136 | jeter, lancer             | tirar, lançar, gitar, getar                                                                      |
| 137 | lier                      | ligar, liar, estacar                                                                             |
| 138 | coudre                    | cordurar, cosdurar, cóser                                                                        |
| 139 | compter                   | comptar                                                                                          |
| 140 | dire                      | dire, díser, díder                                                                               |
| 141 | chanter                   | cantar                                                                                           |
| 142 | jouer (s'amuser)          | jogar                                                                                            |
| 143 | flotter                   | flotar, flotejar                                                                                 |
| 144 | couler (liquide)          | rajar, raiar                                                                                     |
| 145 | geler                     | gelar                                                                                            |
| 146 | gonfler (intransitif)     | inflar, conflar, gonflar                                                                         |
| 147 | soleil                    | solelh, soleu, so                                                                                |
| 148 | lune                      | luna, lua                                                                                        |
| 149 | étoile                    | estèla                                                                                           |
| 150 | eau                       | aiga                                                                                             |
| 151 | pluie                     | pluèja, plueja, pluòja, plueia, pluja                                                            |
| 152 | rivière                   | riu, ribiera, ribèira, arriu, arribèra                                                           |
| 153 | lac                       | lac                                                                                              |
| 154 | mer                       | mar                                                                                              |
| 155 | sel                       | sal, sau                                                                                         |
| 156 | pierre                    | pèira                                                                                            |
| 157 | sable                     | arena, sabla, sable                                                                              |
| 158 | poussière                 | polsa, poussa, polvera                                                                           |
| 159 | terre (sol)               | tèrra                                                                                            |
| 160 | nuage                     | nívol, niu, crum                                                                                 |
| 161 | brouillard                | neblum, nèbla                                                                                    |
| 162 | ciel                      | cèl, cèu, cial, ciai                                                                             |
| 163 | vent                      | vent                                                                                             |
| 164 | neige                     | nèu                                                                                              |
| 165 | glace                     | glaça, gèl, gèu                                                                                  |
| 166 | fumée                     | fum, hum, fumada, humada                                                                         |
| 167 | feu                       | fuòc, fòc, fuec, huec, huc                                                                       |
| 168 | cendre                    | cendra, brasa                                                                                    |
| 169 | brûler (intransitif)      | cremar, cramar, brutlar, burlar, usclar, àrder                                                   |
| 170 | route                     | camin, rota, caminau, caminassa, camiassa                                                        |
| 171 | montagne                  | montanha                                                                                         |
| 172 | rouge                     | rog/roge, roi, arroi                                                                             |
| 173 | vert                      | verd                                                                                             |
| 174 | jaune                     | jaune, auriòu, gròc                                                                              |
| 175 | blanc                     | blanc                                                                                            |
| 176 | noir                      | negre, negue                                                                                     |
| 177 | nuit                      | nuech, nuòch, nuèit, nuit                                                                        |
| 178 | jour                      | jorn, dia                                                                                        |
| 179 | an, année                 | an, annada                                                                                       |
| 180 | chaud (température)       | caud                                                                                             |
| 181 | froid (température)       | freg, fred, freid, hreid, hred                                                                   |
| 182 | plein                     | plen, plenh                                                                                      |
| 183 | nouveau                   | nòu, nau, nèu, novèu, novèl, navèth                                                              |
| 184 | vieux                     | vièlh, vielh                                                                                     |
| 185 | bon                       | bon, bòn, brave                                                                                  |
| 186 | mauvais                   | marrit, maishant, meishant, mishant, dolent, mauvàs                                              |
| 187 | pourri                    | poirit                                                                                           |
| 188 | sale                      | brut, lord                                                                                       |
| 189 | droit (rectiligne)        | drech, dreit, dret                                                                               |
| 190 | rond                      | redond, rond                                                                                     |
| 191 | tranchant                 | talhent, talhant                                                                                 |
| 192 | émoussé                   | bercat, motut                                                                                    |
| 193 | lisse                     | lis, lisc                                                                                        |
| 194 | mouillé, humide           | banhat, umide, umid                                                                              |
| 195 | sec                       | sec, eissut, eishuc, eishut, eishèrc, eishère                                                    |
| 196 | juste, correct            | juste, just, corrècte                                                                            |
| 197 | près                      | près, pròishe, pròche, propdan                                                                   |
| 198 | loin                      | luenh, luònh, luench, lunh, lonh, lònh                                                           |
| 199 | droite                    | drecha, dreita, dreta                                                                            |
| 200 | gauche                    | esquèrra, seneca, *gaucha, senèstra, mança                                                       |
| 201 | à                         | a                                                                                                |
| 202 | dans                      | dins, dedins, dens, dedens, hens, dehens, deguens                                                |
| 203 | avec (ensemble)           | amb, ambe, dab, damb, dambe, coma                                                                |
| 204 | et                        | e, i                                                                                             |
| 205 | si (condition)            | se, si                                                                                           |
| 206 | parce que                 | perque, perdeque                                                                                 |
| 207 | nom                       | nom                                                                                              |